# (15779) Scottroberts
(15779) Scottroberts est un astéroïde de la ceinture principale.

## Description
(15779) Scottroberts est un astéroïde de la ceinture principale. Il fut découvert le 26 juillet 1993 à l'Observatoire Palomar par Carolyn S. Shoemaker et David H. Levy. Il présente une orbite caractérisée par un demi-grand axe de 2,32 UA, une excentricité de 0,24 et une inclinaison de 23,2° par rapport à l'écliptique.

## Compléments